# Lissolaboides major
Lissolaboides major là một loài tò vò trong họ Ichneumonidae.